# Bańki
Bańki – wieś w Polsce położona w województwie podlaskim, w powiecie bielskim, w gminie Bielsk Podlaski. 
W latach 1975–1998 miejscowość administracyjnie należała do województwa białostockiego.
Prawosławni mieszkańcy wsi należeli do parafii św. Jana Teologa w Augustowie, a wierni kościoła rzymskokatolickiego należą do parafii Narodzenia Najświętszej Maryi Panny i św. Mikołaja w Bielsku Podlaskim.